# Eli Jaffe
Pour les articles homonymes, voir Jaffe.
Eli Jaffe (né en 1953 à Jérusalem) est un compositeur et chef d'orchestre israélien, en particulier de musique juive et yiddish.

## Biographie
Eli Jaffe est né en 1953 à Jérusalem en Israël,.

### Études
Eli Jaffe est diplômé de l'université hébraïque de Jérusalem et de la Rubin Academy of Music, se spécialisant comme chef d'orchestre, la théorie musicale et la percussion.
En 1977, il étudie à la Royal Academy of Music à Londres et reçoit le Ernest Reed Prize comme chef d'orchestre en 1978.

### Chef d'orchestre
Il agit comme chef d'orchestre pour l'Orchestre philharmonique d'Israël, l'Orchestre symphonique de Jérusalem, l'Orchestre philharmonique royal de Londres, l'Orchestre symphonique de Baltimore, l'Orchestre philharmonique royal de Liège, le Prague Symphony Orchestra, le European Philharmonic en France, l'Orchestre symphonique de Barcelone, l'Opéra d'État hongrois de Budapest, l'Orchestre de chambre de Vienne, l'Orchestre symphonique de la radio de Vienne, l'Orchestre philharmonique de Mexico, le Bolshoi Theater Orchestra.
Comme chef d'orchestre, il accompagne les artistes Shlomo Mintz, Giora Feidman, Ute Lemper, Philip Glass, Laurie Anderson et Ida Haendel.

### Musique juive
Eli Jaffe donne des récitals à travers le monde avec la Jerusalem Great Synagogue Choir.
Il est un spécialiste de la hazzanut et de la musique hassidique

### Compositions
- Symphonie n° 1 pour ténor, baryton et orchestre kaddish
- Concerto pour violon Ode to Ida, dédié à Ida Haendel.
- Oratorio Ner Mitzva, basé sur le Maharal de Prague, pour ténor, baryton, chœur masculin et orchestre de chambre
- Ilan Ilan pour ténor et orchestre de chambre, dédié à la mémoire de l'astronaute israélien Ilan Ramon[7]

### Chansons
- VeeY’hee Noam[8].

## Honneurs
- Prix de Jérusalem en 2007 pour sa contribution à la musique juive.